# Lonzo (Geiger)
Lonzo (* 29. September 1952 in Hamburg; † 13. November 2001 ebenda; bürgerlich Lorenz Westphal) war ein deutscher Musiker. Sein Spitzname war Der Teufelsgeiger von Eppendorf.

## Leben und Karriere
Lonzo war ab 1974 Mitglied der Hamburger Musikgruppen Leinemann (bis 1976) und Rentnerband (bis Januar 1975). Außerdem bildete er gemeinsam mit Okko Bekker, Berry Sarluis, Chris Hermann und Django Seelenmeyer die Gruppe Okko, Lonzo, Berry, Chris & Django, später mit Wolfgang Timpe für Seelenmeyer Okko, Lonzo, Berry, Chris & Timpe.
Im Jahr 1974 nahm er zusammen mit seinem langjährigen Weggefährten, dem Pianisten Gottfried Böttger, die 1975 veröffentlichte Single Hamburg ’75 auf, die sich auf die damals florierende Hamburger Szene bezog. Dieser gehörten unter anderem Udo Lindenberg, Otto Waalkes und Hans Scheibner an. Zum Silvesterfest 1977/1978 nahm er mit seiner Band Okko, Lonzo, Berry, Chris & Timpe an der TV-Silvestershow Morgen ist heute schon gestern teil.
Seine kommerziell erfolgreichste Zeit war für Lonzo das Jahr 1980, als seine Singles Der Zaubergeiger (Der Teufel kam nach Eppendorf) – eine deutsche Version des Liedes The Devil went down to Georgia von Charlie Daniels – und Die Dinosaurier erschienen. Lonzo war längere Zeit alkoholabhängig, konnte seine Sucht jedoch überwinden. Im Mai 2001 nahm er seine Konzertkarriere wieder auf.

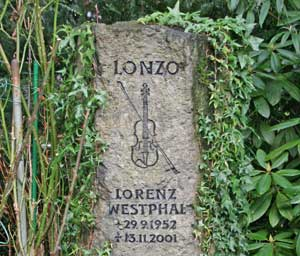
Die Grabstätte des „Teufelsgeigers von Eppendorf“ auf dem Friedhof Volksdorf in Hamburg. Die Stele ist mit einer Geige verziert.

Er starb am 13. November 2001 in Hamburg im Alter von 49 Jahren an einem Herzinfarkt und wurde auf dem Friedhof Volksdorf in Hamburg beigesetzt. Eine Stele, auf der eine Geige, sein bürgerlicher Name und sein Pseudonym zu sehen sind, erinnert an den Musiker. Lonzo hatte zwei Töchter.

## Diskografie Solo

### Alben
- 1975: ...immer macht einer Musik dazu, Telefunken[9]
- 1977: Lass doch der Jugend ihren Lauf – Lonzo’s neue Lieder, Telefunken[10]
- 1978: Kommt, es ist soweit, Telefunken[11]
- 1980: Heftig, Intercord[12]
- 1981: Heute geschlossen wegen gestern, Intercord[13]
- 1994: Die Gedanken sind frei (CD, Wiederveröffentlichung der Alben Lass doch der Jugend ihren Lauf und Kommt, es ist soweit + 1 neuer Titel), Bear Family Records[14]
- 2001: Hamburg ’75 und weitere ausgewählte Lieder. Konzert vom 31. Oktober 2001 im Electrum, Hamburg

### Singles
- 1975: ...immer macht einer Musik dazu / Ich such’ mir jetzt ’ne Lange, Telefunken[15]
- 1977: Lass doch der Jugend ihren Lauf / Jessica’s Königskinder, Telefunken[16]
- 1977: Schwesterlein / Das Lieben bringt groß' Freud, Telefunken[17]
- 1978: Feinsliebchen / Die Gedanken sind frei, Telefunken[18]
- 1980: Die Dinosaurier / Honeymoon, was nun?, Intercord[19]
- 1980: Der Zaubergeiger (Der Teufel kam nach Eppendorf)
- 1981: Della und der Dealer
- 1981: Leo, leg dich / Das Tier in mir, Intercord[20]
- 1983: Die Bremer Stadtmusikanten / Hans im Glück, RCA Victor[21]
- 1983: Der Dschungel ruft / Der Dschungel ruft (Instrumental), Polydor[22]

## Diskografie Bands und Kooperationen

### Alben
- 1974: Das ist Leinemann – 1st National Ragtime, Rock & Skiffle Group (mit Leinemann), Philips[23]
- 1974: ...alles klar (mit der Rentnerband), Reprise Records[24]
- 1974: Lonnie Donegan meets Leinemann (mit Lonnie Donegan und Leinemann), Philips[25]
- 1975: Leinemann Live, (mit Leinemann), Philips[26]
- 1975: Party-Rags für Kneipe und Saloon (als Gottfried & Lonzo), Telefunken[27], in Italien: Honky Tonk Saloon[28]
- 1975: Second Hand Music (als Okko, Lonzo, Chris & Django), Polydor[29]
- 1976: Country Roads (mit Lonnie Donegan und Leinemann), Philips[30]
- 1976: Das Schlager Konservatorium – Hochschule für Musik und sanften Blödsinn (als Okko, Lonzo, Berry, Chris & Django), Polydor[31]
- 1977: Frühstück im Bett (als Okko, Lonzo, Berry, Chris & Timpe), Polydor[32]
- 1979: Trutz Blanker Hohn – ein Friesical von Henning Venske und Hein Hoop mit der Musik von Lonzo Westphal, pläne[33]#

### Singles
- 1974: Hamburger Deern / Ich pfeif’ auf die Rente (mit der Rentnerband), Reprise Records[34]
- 1975: Hamburg ’75 / Senior Rag (Instrumental) (als Gottfried & Lonzo), Telefunken[35]
- 1975: Teddybär / Schau doch nicht immer nach dem Tangogeiger hin (als Second Hand Music – Okko, Lonzo, Chris & Django), Polydor[36]
- 1976: Tulpen aus Amsterdam / Das Lied von der zerbrochenen Schallplatte (als Okko, Lonzo, Berry, Chris & Django – Second Hand Music), Polydor[37]
- 1976: Wolfgang Amadeus / Ludwig v. W. (als Okko, Lonzo, Berry, Chris & Django), Polydor[38]
- 1977: Omas Party (Grandma’s Party) / Jane (als Okko, Lonzo, Berry, Chris & Django), Polydor[39]
- 1977: Bis in den Sonntag / Frühstück im Bett (No Milk Today) (als Okko, Lonzo, Berry, Chris & Timpe), Polydor[40]
- 1978: Die Story unsrer kleinen Family / Ramona (als Okko, Lonzo, Berry, Chris & Timpe), WEA Musik GmbH[41]
- 1979: Atemlos / Heut’ bleib ich cool (als Okko, Lonzo, Berry, Chris & Timpe), WEA Musik GmbH[42]
- 1979: Bäng Bäng (Bang Bang) / Schniedelwurz (als Okko, Lonzo, Berry, Chris & Timpe), WEA Musik GmbH[43]
- 1982: Huckie-Cuckie (Hokey Cokey) / Classical Gag (Medley) (als Okko, Lonzo, Berry, Chris & Timpe), Philips[44]

### Weitere Beteiligungen (Auswahl)
- 1973: Alles Klar auf der Andrea Doria (Udo Lindenberg & Das Panikorchester), Telefunken[45]

## Belege
1. ↑  Chartquellen: DE
2. ↑  Eintrag Okko, Lonzo, Berry, Chris und Django bei 45cat.com
3. ↑  Morgen ist heute schon gestern – Silvester-Show Deutschland 1977. ARD, abgerufen am 5. Januar 2025.
4. ↑  Lonzo: So besiegte ich die Alkoholsucht, Hamburger Abendblatt, 23. Juni 2001
5. ↑  (gph): Abschied vom Teufelsgeiger. In: Hamburger Morgenpost. 26. November 2001, archiviert vom Original am 28. Dezember 2013; abgerufen am 21. November 2022.
6. ↑  Lorenz Westphal, Original der Hamburger Szene (1952-2001): "Der Teufelsgeiger von Eppendorf", Der Standard, 15. November 2001
7. ↑  Hans Scheibner: In den Himmel will ich nicht! Mein Leben in Geschichten. Ullstein, Berlin 2016, ISBN 978-3-8437-1382-5, S. 309 (eingeschränkte Vorschau in der Google-Buchsuche).
8. ↑  Fabrik: Die Hamburger Szene traf sich beim Benefizfestival für die beiden Kinder des verstorbenen Teufelsgeigers von Eppendorf. 13 Stunden Musik für Lonzos Töchter, Hamburger Abendblatt, 24. Dezember 2001
9. ↑  Lonzo – ...Immer Macht Einer Musik Dazu bei Discogs
10. ↑  Lonzo – Lass Doch Der Jugend Ihren Lauf - Lonzo's Neue Lieder bei Discogs
11. ↑  Lonzo – Kommt, Es Ist Soweit bei Discogs
12. ↑  Lonzo – Heftig bei Discogs
13. ↑  Lonzo – Heute Geschlossen Wegen Gestern bei Discogs
14. ↑  Lonzo – Die Gedanken Sind Frei bei Discogs
15. ↑  Lonzo – ...Immer Macht Einer Musik dazu bei Discogs
16. ↑  Lonzo – Lass Doch Der Jugend Ihren Lauf bei Discogs
17. ↑  Lonzo – Schwesterlein bei Discogs
18. ↑  Lonzo – Feinsliebchen / Die Gedanken Sind Frei bei Discogs
19. ↑  Lonzo – Die Dinosaurier bei Discogs
20. ↑  Lonzo – Leo, Leg Dich bei Discogs
21. ↑  Lonzo – Die Bremer Stadtmusikanten bei Discogs
22. ↑  Lonzo – Der Dschungel Ruft bei Discogs
23. ↑  Leinemann – Das Ist Leinemann - 1st National Ragtime, Rock & Skiffle Group bei Discogs
24. ↑  Rentnerband – ...Alles Klar bei Discogs
25. ↑  Lonnie Donegan Meets Leinemann – Lonnie Donegan Meets Leinemann bei Discogs
26. ↑  Leinemann – Leinemann Live bei Discogs
27. ↑  Gottfried & Lonzo – Party-Rags Für Kneipe Und Saloon bei Discogs
28. ↑  Gottfried & Lonzo – Honky Tonk Saloon bei Discogs
29. ↑  Okko, Lonzo, Chris & Django – Second Hand Music bei Discogs
30. ↑  Lonnie Donegan Meets Leinemann – Country Roads bei Discogs
31. ↑  Okko, Lonzo, Berry, Chris & Django – Das Schlager Konservatorium bei Discogs
32. ↑  Okko, Lonzo, Berry, Chris & Timpe – Frühstück Im Bett bei Discogs
33. ↑  Trutz Blanker Hohn bei Discogs
34. ↑  Rentnerband – Hamburger Deern bei Discogs
35. ↑  Gottfried & Lonzo – Hamburg ’75 bei Discogs
36. ↑  Okko, Lonzo, Chris & Django – Second Hand Musik - Teddybär bei Discogs
37. ↑  Okko, Lonzo, Berry, Chris & Django – Second Hand Musik - Tulpen Aus Amsterdam bei Discogs
38. ↑  Okko, Lonzo, Berry, Chris & Django – Wolfgang Amadeus bei Discogs
39. ↑  Okko, Lonzo, Berry, Chris & Django – Omas Party bei Discogs
40. ↑  Okko, Lonzo, Berry, Chris & Timpe – Bis In Den Sonntag bei Discogs
41. ↑  Okko, Lonzo, Berry, Chris & Timpe – Die Story Unsrer Kleinen Family bei Discogs
42. ↑  Okko, Lonzo, Berry, Chris & Timpe – Atemlos / Heut’ Bleib Ich Cool bei Discogs
43. ↑  Okko, Lonzo, Berry, Chris & Timpe – Bäng Bäng bei Discogs
44. ↑  Okko, Lonzo, Berry, Chris & Timpe – Huckie-Cuckie bei Discogs
45. ↑  Udo Lindenberg & Das Panikorchester – Alles Klar Auf Der Andrea Doria bei Discogs

| Personendaten    | Personendaten                     |
| ---------------- | --------------------------------- |
| NAME             | Lonzo                             |
| ALTERNATIVNAMEN  | Westphal, Lorenz; Westphal, Lonzo |
| KURZBESCHREIBUNG | deutscher Musiker                 |
| GEBURTSDATUM     | 29. September 1952                |
| GEBURTSORT       | Hamburg                           |
| STERBEDATUM      | 13. November 2001                 |
| STERBEORT        | Hamburg                           |